# 清慎公記
清慎公記（せいしんこうき）とは、平安時代中期に関白を務めた藤原実頼の日記。「清慎公」は実頼の諡号で、その字の偏より水心記（すいしんき）、邸宅の名称から小野宮記（おののみやき）あるいは小野記（おのき）とも称した。もっとも、これらの名称は実頼没後の呼称であり、実頼本人は単に「私記」と称していた（これは、当時の貴族が自己の日記に用いた一般的な名称である）。
実頼は、儀礼について深く研究したことで知られ、後に小野宮流と呼ばれる彼を祖とする流派の根本資料となる宮中の儀礼・慣習に関する記述が多数含まれていたと言われている。だが、孫の公任が『清慎公記』の記述内容を分野別にまとめた「部類」を作成する際に『清慎公記』の原本を切り貼りしてしまったために全巻が紙屑と化してしまうという出来事があり、所有者であり従兄弟の実資が激怒したという逸話がある（『小右記』寛仁4年8月18日（1020年9月8日）条、万寿2年7月7日（1025年8月3日）条、同5年7月1日（1028年7月25日）条他）。更に公任の作成した「部類」の一部も公任の娘婿の教通の家に置かれたときに火災に遇い焼失（『小右記』長和4年4月13日（1015年5月3日）条）した。その後、残りとされる6巻は、宗忠（『中右記』の著者）が小野宮家の顕仲から材木と引き換えに譲り受け、後に白河法皇に貸し出されたものの、宗忠は単に「私記」と記してあった書が『清慎公記』と気づかなかったため、譲ったと主張する顕仲と事実無根とする宗忠の間で紛争になったとされる。後にこの6巻も散逸してしまったために、今日には伝わっていない。
延長2年（924年）から実頼死去の天禄元年（970年）まで存在したとされているが、上述のような経緯によって現在伝わるのは実頼の養子・実資の日記『小右記』や娘婿・源高明の『西宮記』などに引かれた逸文のみである。
なお、公任の著書『北山抄』には「私記」と注記された引用部分があり、これは『清慎公記』からの引用であると考えられている。